# Le jugement de Midas
Le jugement de Midas (deutscher Titel: Das Urteil des Midas) ist eine Opéra-comique (Originalbezeichnung: „Comédie mêlée d’ariettes“) in drei Akten des französischen Komponisten André-Ernest-Modeste Grétry. Das Libretto stammt von Thomas Hales und basiert auf der Burleske Midas von Kane O’Hara. Die Uraufführung fand am 28. März 1778 als Privatvorstellung in den Gemächern der Marquise de Montesson im Palais Royal in Paris statt, der das Werk auch gewidmet ist. Die erste öffentliche Aufführung fand am 27. Juni 1778 in der Comédie-Italienne in Paris statt.

## Handlung

### Erster Akt
Eine Ebene, im Hintergrund Berge; früher Morgen
Göttervater Jupiter hat Apollon aus dem Götterhimmel auf die Erde verbannt, nachdem dieser ihn verspottet hatte. Dort verkleidet sich Apollon als Schäfer und nennt sich Alexis. Sein Gesang erregt die Aufmerksamkeit des Bauern Palémon. Als Musikliebhaber bietet er dem vermeintlichen Schäfer Arbeit an. Außerdem sagt er ihm, dass der Amtmann Midas Hochzeiten zwischen Palémons Töchtern Lise und Chloé mit den Herren Pan und Marsyas arrangiert habe, die Midas für herausragende Sänger hält. Als er den schlechten Gesang der beiden hört, ist Apollon (Alexis) darüber entsetzt. Als Palémons Frau Mopsa von Alexis Gegenwart hört, ist sie empört, weil er einen Fremden mit nach Hause gebracht hat, ohne Kenntnis von dessen Herkunft zu haben.

### Zweiter Akt
Zimmer in Palémons Haus
Lise and Chloé unterhalten sich über die Vorzüge von Alexis. Diesem gelingt es einerseits Mopsa mit seinem Charme zu beeindrucken. Gleichzeitig macht er beiden Töchtern (als Gott ist ihm das ja möglich) den Hof. Es dauert nicht lange, bis Palémon und Mopsa überzeugt sind, Apollon sei der bessere Schwiegersohn. Nun wollen sie die beiden ursprünglichen Ehekandidaten loswerden.

### Dritter Akt
Midas ist von dieser Wendung wenig begeistert. Er verfügt, dass die Entscheidung über die Wahl der Heiratskandidaten durch einen Gesangswettbewerb entschieden werden soll. Bei dem Wettbewerb ist Midas entschieden gegen die nach seinem Geschmack zu moderne Musik von Alexis (Apollon). Daraufhin singt Apollon ein Lied über einen Gesangswettbewerb zwischen einer Nachtigall, einer Eule und einem Kuckuck, der von einem Esel entschieden werden soll. Über diese überdeutliche Anspielung wird Midas wütend und will ihn bestrafen. Daraufhin verpasst ihm Apollon, der sich gleichzeitig als griechischer Gott zu erkennen gibt, Eselsohren.
Ufer eines schilfbewachsenen Flusses, in der Ferne der Parnass
Schließlich erscheint Mercure und teilt Apollon seine Begnadigung durch Jupiter mit. Dieser macht sich nun mit den beiden Töchtern im Schlepptau auf den Weg zurück in den Götterhimmel. Er hinterlässt die Botschaft, dass einzig das Publikum über die Qualität der Musik zu entscheiden habe.

## Orchester
Die Orchesterbesetzung der Oper enthält die folgenden Instrumente:
- Holzbläser: zwei Flöten (auch Piccolo), zwei Oboen, zwei Fagotte
- Blechbläser: zwei Hörner
- Streicher

## Weitere Anmerkungen
Die Handlung hat nur entfernt mit dem klassischen Midas-Stoff zu tun. Die Zeit der Handlung wurde trotz der Beteiligung antiker Götter offen gehalten und könnte somit auch in der Gegenwart der Entstehungszeit der Oper vermutet werden. Man muss die Handlung vor dem Hintergrund der von Christoph Willibald Gluck eingeleiteten Opernreform sehen. Den Gesangswettbewerb kann man als Abstimmung über die musikalische Ausrichtung der Oper im Allgemeinen sehen. Die alte Richtung wird sinnbildlich als „Eselei“ verspottet, während sich die neue Richtung durchsetzt. Mit dem Hinweis am Ende der Oper, das Publikum müsse über die Qualität der Musik entscheiden, geht der Komponist natürlich davon aus, dass es sich für seine Richtung entscheiden werde.
Bei der privaten Uraufführung am 28. März 1778 sangen unter anderem Rose-Louise Dugazon (Lise), M.me de Montesson (Chloé) und Antoine Trial (Marsyas).

Historische Kostümskizzen
Mlle Regnault (Lise)
Saint-Aubin (Marsyas)

Die Oper hatte zunächst Erfolg und wurde in verschiedenen französischen und deutschen Städten aufgeführt. Für das Jahr 1808 wird sogar eine Aufführung in New Orleans erwähnt. Danach fanden bis 1924 keine Aufführungen mehr statt. In diesem Jahr kam es in Paris und im Jahr 1938 in Amsterdam wieder auf die Bühne. Danach verschwand das Werk wieder in den Archiven. Heute ist die Oper nahezu vergessen. Immerhin gibt es die unten erwähnten Einspielungen.

## Tonträger-Einspielungen
Es existiert eine CD-Einspielung der Oper aus dem Jahr 1989 mit John Elwes, Mieke van der Sluis, Jules Bastin, dem Barockorchester La Petite Bande unter der Leitung von Gustav Leonhardt. Die CD wurde vom Label Ricercar in den Handel gebracht. Außerdem gibt es noch eine Aufnahme mit Auszügen aus der Oper unter der Leitung von Ronald Zollman. Dabei wirkten Louis Devos, Jean-Jacques Schreurs, Bernadette Degelin, Loretta Clini, und Chris de Moor mit. Es spielte die Formation de Chambre du Nouvel Orchestre Symphonique de la RTBF.